# Ikv 102
Infanterikanonvagn 102 (Ikv 102, Инфантериканонвагн 102, со шведского — пехотная артиллерийская машина) — модернизированная версия шведской самоходной артиллерийской установки Ikv 72, разработанная компанией Landsverk AB в начале 1950-х годов. Вместо 75-мм орудия машина получила 105-мм гаубицу.

## История
В 1949 году Шведская армия инициировала проект штурмовой САУ, которая впоследствии получила обозначение Ikv 72 и была вооружена 75-мм пушкой от танка Strv m/42. Однако по планам калибр должен был составлять не менее 105 мм, и в 1956—1958 году, когда подходящее орудие было разработано, имеющиеся САУ модернизировали, установив соответствующее вооружение и закрыв сверху боевое отделение броней. САУ получила обозначение Ikv 102. Орудие Бофорс являлось гаубицей и могло использоваться для стрельбы фугасными снарядами вплоть до 1960-х, когда для них были разработаны бронебойные снаряды.
В 1960-х прошла ещё одна модернизация, где в боекомплект в дополнение к фугасным снарядам были добавлены кумулятивные для борьбы с танками.
Ikv 102 была одним из первых экспонатов музея Brigadmuseum.

## Описание конструкции
Общую компоновку Ikv 102 унаследовал от Ikv 72: схема классическая, но ведущие колёса располагаются сзади; экипаж составляет 4 человека; орудие устанавливается в передней части машины.
Важным отличием от Ikv 72, помимо вооружения, является частичная установка бронелюков, прикрывающих боевое отделение (у Ikv 72 нет крыши над боевым отделением).